# 1-я программа Всесоюзного радио
1-я программа Всесоюзного радио — общесоюзная, информационная, общественно-политическая и художественная радиопрограмма. Имела 4 дубля с учётом поясного времени, звучала на длинных (171 кГц, 234 кГц), средних (846 кГц вместе с передачами для Москвы и Главной редакции радиовещания для Московской области) и ультракоротких волнах. Вещала с 23 ноября 1924 года, передавалась сначала на длинных и средних волнах, позднее также на ультракоротких волнах, распространялась по системе проводного вещания на 1-м канале (непосредственно в полосе звуковых частот, в результате чего для приёма требовался самый простой абонентский громкоговоритель). В 1960 году был введён дубль Первой программы Всесоюзного Радио для Дальнего Востока (Хабаровск 270 кГц) , в 1964 году введён второй дубль Первой программы Всесоюзного Радио. К концу 1970-х годов имелось четыре дубля Первой программы Всесоюзного Радио. 1 января 1991 года за 1-й программой Всесоюзного радио закрепилось название «Радио-1». 2 сентября 1991 года ретрансляция «Радио-1» была переведена с 1-го на 3-й канал проводного вещания, частоты «Радио-1» на ультракоротких волнах была передана Радио России, а в тех краях и областях, где в данном диапазоне ретранслировалось «Радио-2», «Радио-1» была переведена на её частоты.

## Радиопередачи
Информационные
- Последние известия (в эфир выходили в 5:04, 6:04, 8:00, 10:00, 12:01 (в начале программы «Время, события, люди», с 4 апреля 1989 года — 13.00), 15:00, 17:00, 19:00, 22:00 и в 23:50. Перед каждым выпуском звучали позывные «Родина слышит, родина знает». Новости читались двумя дикторами в отличие от информационных выпусков «Маяка», которые вёл один диктор)
- Земля и люди (ежедневно, 30 мин., 6:30)
- Международный дневник (ежедневно, 10 мин., 20:50) — международная информационная программа
- По странам и континентам (еженедельно по субботам, 15 мин., 11:00) — международный радиожурнал
- В странах социализма (еженедельно по средам, 15 мин., 15:45) — радиожурнал о странах СЭВ
- Международное положение: вопросы и ответы (дважды в месяц по пятницам, 45 мин., 20:15) — интервью по международным вопросам
- Голоса друзей (дважды в неделю, 30 мин., 14:00)

Общественно-политические
- Ленинский университет миллионов (еженедельно по средам, 20 мин., 18:40)
- Время, события, люди (ежедневно, 30 мин., 12:00), с 3 апреля 1989 года — «Союз»[источник не указан 784 дня]
- Земля и люди (ежедневно, 30 мин., 6:30)
- Летопись трудовой славы (ежемесячно, 30 мин.)
- Человек и закон (трижды в месяц по понедельникам, 20 мин., 18:40)
- На страже порядка (один раз в месяц по понедельникам, 20 мин., 18:40)
- Из цикла «Здоровье» (понедельник, 15 мин., 15:45 и дважды в месяц по субботам, 20 мин., 10:40)
- Почта радио (дважды в месяц по субботам, 30 мин., 14:00)
- Родная природа (дважды в месяц по субботам, 20 мин., 10:40)
- Быт — забота общая (понедельник, 20 мин., 18:40)
- Нечерноземье: ступени роста (дважды в месяц по вторникам, 15 мин., 15:45)
- С добрым утром! (воскресенье, 45 мин., 9:15) — воскресная развлекательная передача
- Вы нам писали (дважды в месяц, 40 мин., 21:20) — концерт по заявкам радиослушателей

Литературные
- Писатели у микрофона (четыре раза в неделю, 30 мин., 9:15)
- Литературные чтения (13:00 и 22:15)
- Литературные вечера (ежемесячно по воскресеньям, 60 мин.)
- Литература и искусство за рубежом (ежемесячно, 45 мин.)
- В мире слов (два раза в месяц по воскресеньям, 25 мин., 12:35)
- Театр и жизнь (ежемесячно, 75 мин.)

Музыкальные
- Воскресные музыкальные вечера (два раза в месяц; до двух часов; 19:30.)
- Музыкальный кроссворд (два раза в месяц по субботам, 30 мин., 11:00)
- Радиослушатели о народной песне (ежемесячно по воскресеньям, 20 мин., 12:10)
- Встреча с песней (два раза в месяц по пятницам, 60 мин., 21:00)
- До-ре-ми-фа-соль (два раза в месяц по пятницам, 60 мин., 21:00)
- Музыкальный глобус (45 мин., 12:15)
- Мелодии друзей (два раза в месяц по воскресеньям, 30 мин., 18:30)
- В рабочий полдень (ежедневно, кроме субботы и воскресенья, 30 мин., 12:30, понедельник — гость программы, среда — концерт по заявкам любителей классической музыки — «Знакомы ли вам эти произведения?», остальные дни — заявки для любителей эстрады) (1924—2000)
- Труженикам села (ежедневно, 30 мин., 5.30)
- Субботние литературно-музыкальные концерты по заявкам радиослушателей (два раза в месяц, 45 мин., 19:30)
- Выдающиеся исполнители (1 раз в неделю, 22:30) (1972—1990)
- России звонкие края (по вторникам 11:15)

Детские и юношеские
- Пионерская зорька (ежедневно, кроме четверга, 20 мин., 7:40, в воскресенье — 10:05)
- Ровесники (два раза в неделю по вторникам и четвергам, 30 мин., 16:00)
- Сказка за сказкой (ежедневно, кроме воскресенья, 20 мин., 10:05)
- Радионяня (ежемесячно, 30 мин., 10:30)
- В стране литературных героев (ежемесячно, 30 мин.)
- Пригласительный билет (два раза в месяц по субботам, 25 мин., 10:05)
- Мелодии из почтовой сумки (еженедельно по пятницам, 15 мин., 16:00)
- Музыкальная шкатулка (еженедельно, 20 мин.)
- Отчего и почему? (ежемесячно, 30 мин., 16:00)
- Лесная радиогазета (30 мин., 16:00)
- Школа юннатов (два раза в месяц по средам, 25 мин., 16:00)
- Путешествие по любимой Родине (два раза в месяц по четвергам, 20 мин., 16:00)
- Радиопланетарий (два раза в месяц по четвергам, 15 мин.)
- Полчаса в мире науки (ежемесячно, 16:00)
- Внимание, на старт! (еженедельно по четвергам, 20 мин., 7:40)
- Взрослым — о детях (четыре раза в неделю, 15 мин.; по понедельникам и средам в 21:00, по субботам и воскресеньям в 8:45)
- По следам открытий или От вопроса к решению (ежемесячно 16:30)

Радиопередачи для молодёжи
- ежедневная часовая программа (17:00)
- 45-минутная вечерняя программа (пять раз в неделю, 23:05; с повтором в 10:00 следующего дня по III программе)
- Здравствуй, товарищ! (суббота, 45 мин., 9:15)